# Californische mol
De Californische mol (Scapanus latimanus)  is een zoogdier uit de familie van de mollen (Talpidae). De wetenschappelijke naam van de soort werd voor het eerst geldig gepubliceerd door Bachman in 1842.